# 浦賀站
浦賀站（日语：／ Uraga eki */?）位於日本神奈川縣橫須賀市浦賀一丁目，是京濱急行電鐵本線的鐵路車站，也是本線的終點站。車站編號是KK64。

## 历史
- 1930年（昭和5年）4月1日 - 車站啟用。
- 1957年（昭和32年） - 站台移至現址。

## 車站結構
對應8節編組的島式月台1面2線地面車站。本站為線路終點。線路大略為南北走向，站房在月台南側的高地上。1957年（昭和32年）以前站房位於現在的巴士總站位置。現在的停車場、腳踏車/機車停車場在過去是往久里濱方向的拖上線，現在的京急store之前是短月台與留置線。

### 月台配置
| 月台 | 路線 | 目的地                         |
| ---- | ---- | ------------------------------ |
| 1、2 | 本線 | 橫濱、羽田機場、品川、新橋方向 |

過去本站有往久里濱、三崎方向的延伸計畫。但在太平洋戰爭時因急需往久里濱的鐵道，因此選擇從堀之內站直接建設久里濱線，以節省從浦賀挖掘隧道至久里濱的時間。之後本線堀之內站以南成為實質上的支線，除平日早晨尖峰時刻有特急列車以外都以普通列車行駛。
2013年2月，站房的站名表示板改為與京急蒲田站相同樣式，之後也更換月台部分的站名表示板。另外在C-ATS開始使用時同時更新止衝擋，停止位置往品川側移動。

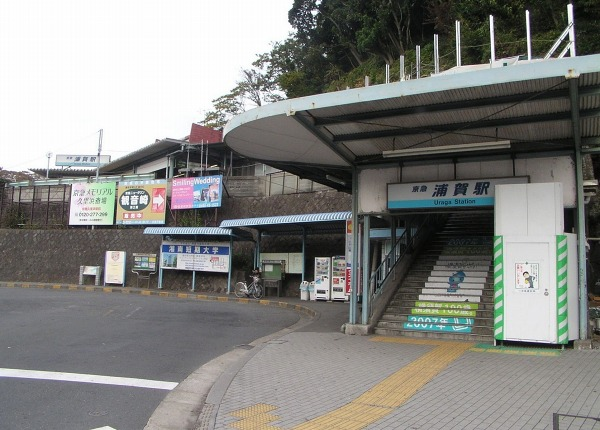
無障礙化前的入口（2006年11月）
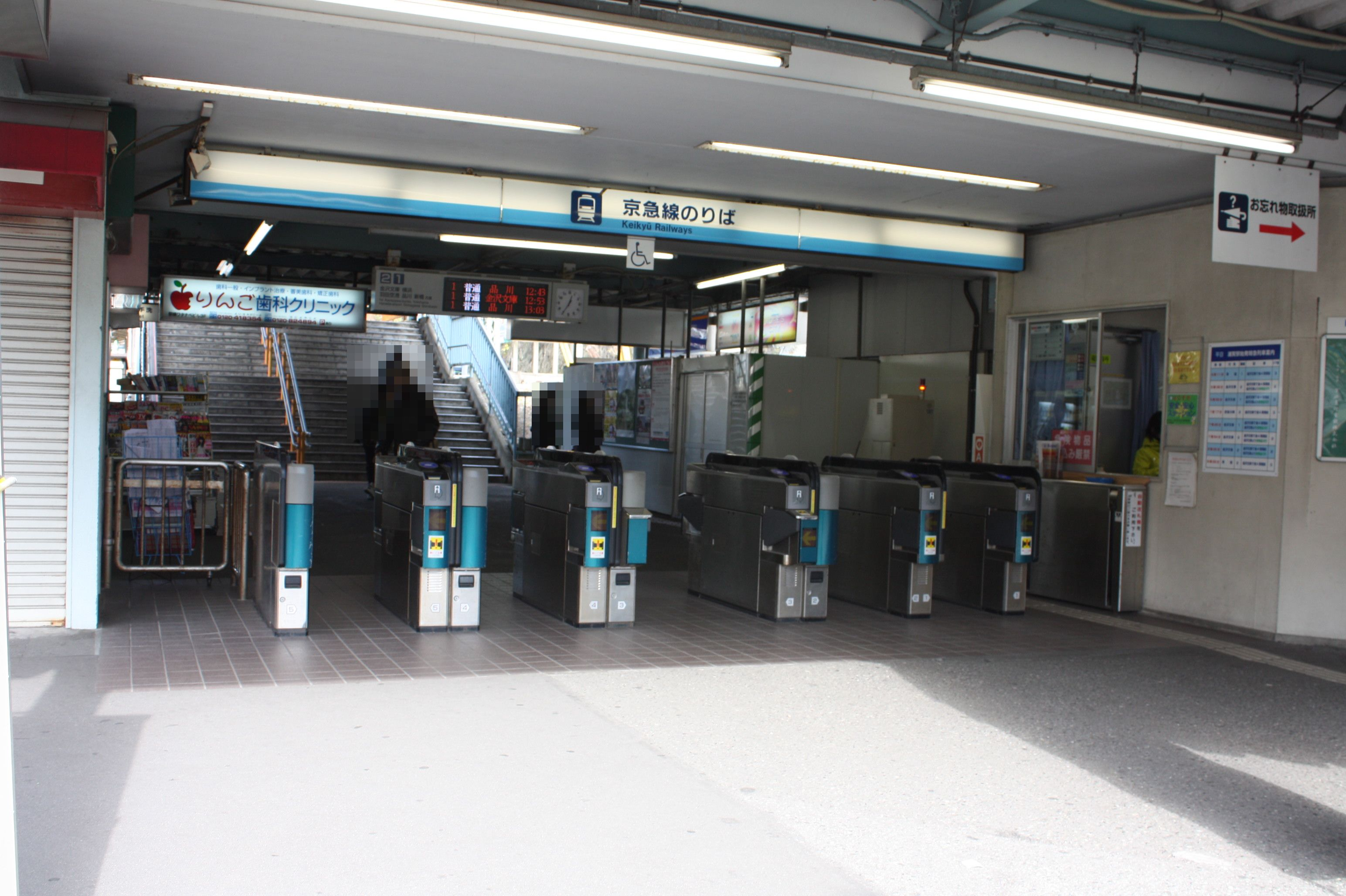
剪票口（2009年1月）
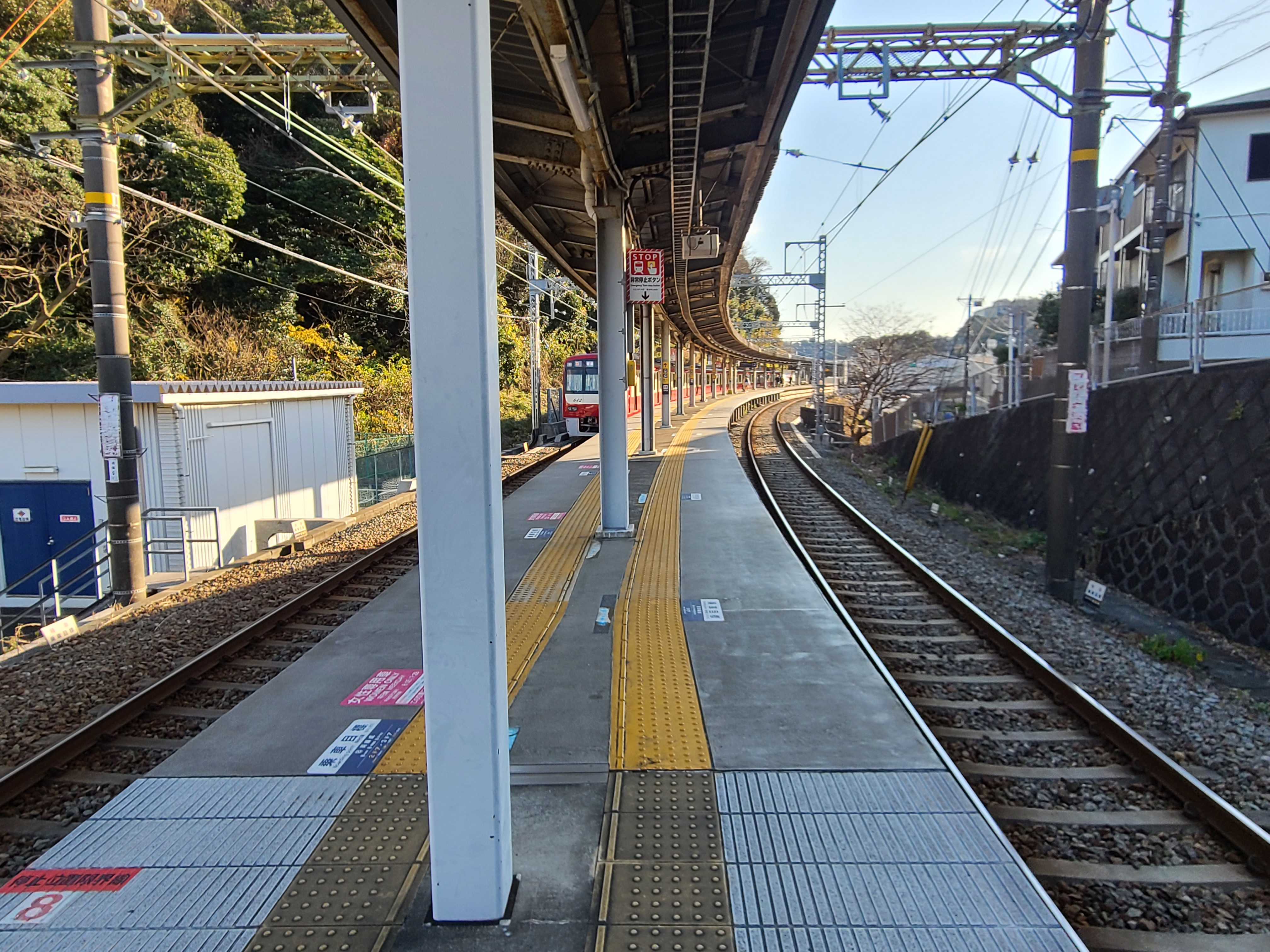
月台（2021年1月）
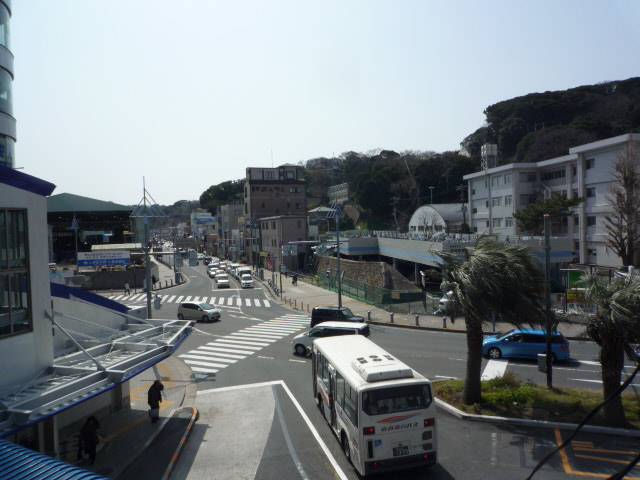
浦賀站前

### 進站音樂
2008年11月21日起，電影《哥吉拉》的主題曲成為本站進站音樂。這是因為哥吉拉是設定在本站附近的觀音崎「多多良濱」（たたら浜）上陸因而獲選。

## 使用人數
2016年度1日平均上下車人次為21,374人，京急線全部72個車站當中排行第31位。
近年1日平均上下車人次與上車人次的推移如下表。
| 年度               | 1日平均 上下車人次 | 1日平均 上車人次 | 來源     |
| ------------------ | ------------------ | ---------------- | -------- |
| 1995年（平成07年） |                    | 16,008           | [ * 1 ]  |
| 1998年（平成10年） |                    | 14,304           | [ * 2 ]  |
| 1999年（平成11年） |                    | 14,174           | [ * 3 ]  |
| 2000年（平成12年） |                    | 13,800           | [ * 3 ]  |
| 2001年（平成13年） |                    | 13,481           | [ * 4 ]  |
| 2002年（平成14年） | 26,866             | 13,386           | [ * 5 ]  |
| 2003年（平成15年） | 26,674             | 13,135           | [ * 6 ]  |
| 2004年（平成16年） | 26,197             | 12,975           | [ * 7 ]  |
| 2005年（平成17年） | 25,818             | 12,793           | [ * 8 ]  |
| 2006年（平成18年） | 25,503             | 12,641           | [ * 9 ]  |
| 2007年（平成19年） | 25,152             | 12,518           | [ * 10 ] |
| 2008年（平成20年） | 24,618             | 12,309           | [ * 11 ] |
| 2009年（平成21年） | 24,009             | 12,008           | [ * 12 ] |
| 2010年（平成22年） | 23,331             | 11,662           | [ * 13 ] |
| 2011年（平成23年） | 22,748             | 11,353           | [ * 14 ] |
| 2012年（平成24年） | 22,448             | 11,225           | [ * 15 ] |
| 2013年（平成25年） | 22,440             | 11,215           | [ * 16 ] |
| 2014年（平成26年） | 21,753             | 11,161           | [ * 17 ] |
| 2015年（平成27年） | 21,750             | 10,875           | [ * 18 ] |
| 2016年（平成28年） | 21,374             |                  |          |

## 車站周邊

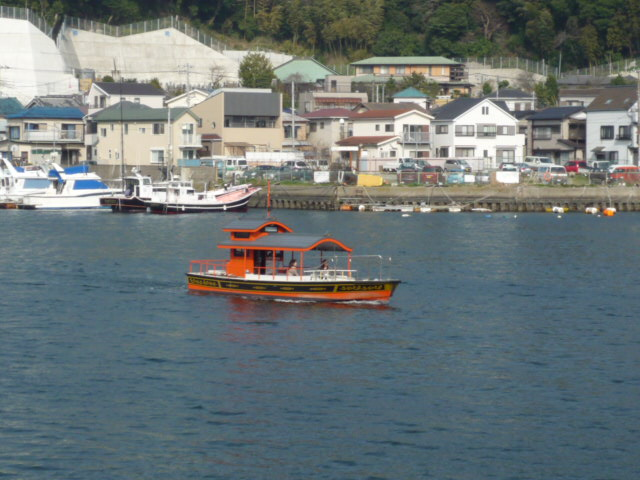
西渡船場望向愛宕丸

- 浦賀商友會（日语：浦賀商友会）
- 浦賀之渡（日语：浦賀の渡し） - 浦賀港內的渡船
- 京急store（日语：京急ストア）浦賀店
- 橫濱銀行浦賀支店
- 神奈川縣浦賀警察署（日语：浦賀警察署）
- 橫須賀市役所浦賀行政中心
- 橫須賀市南消防署浦賀出張所
- 橫須賀浦賀一郵便局
- 橫須賀浦賀郵便局
- 橫須賀新町郵便局
- 橫須賀海鷗團地內郵便局
- 橫須賀鴨居郵便局
- 橫須賀走水簡易郵便局
- 浦賀港
- 浦賀生活協同組合
- 浦賀文化中心（兼鄉土資料館）
- 舊浦賀船塢
- 觀音崎（日语：観音崎 (神奈川県)）
- 橫須賀美術館
- 燈明堂（日语：燈明堂 (横須賀市)）
- 防衛大學校
- 橫須賀市立浦賀小學校（日语：横須賀市立浦賀小学校）
- 橫須賀市立浦賀中學校（日语：横須賀市立浦賀中学校）
- 橫須賀市立小原台小學校（日语：横須賀市立小原台小学校）
- 橫須賀市立鴨居小學校（日语：横須賀市立鴨居小学校）
- 橫須賀市立鴨居中學校（日语：横須賀市立鴨居中学校）
- 神奈川信用金庫（日语：かながわ信用金庫）浦賀支店
- 湘南信用金庫（日语：湘南信用金庫）浦賀支店
- JA橫須賀葉山浦賀支店

## 巴士路線
站前有巴士總站。
1號乘車處（車站出口旁）
觀音崎線（浦2、浦3、堀25、堀26） - 鴨居、海鷗（かもめ）團地、觀音崎方向
2號乘車處（車站出口前交差點往前100公尺）
浦賀線（久10） - 京急久里濱站、JR久里濱站方向
市内線（久19） - 長瀨、京急久里濱站方向
浦賀丘線（浦5） - 高坂小學校上、浦賀丘三丁目公園方向
北向乘車處（車站出口前交差點往小學校300公尺）
觀音崎線（須25、堀25、堀26） - 堀內、橫須賀中央站方向

## 相鄰車站
京濱急行電鐵
 本線
■特急（金澤文庫站以北為快特）、■特急、■普通
馬堀海岸（KK63）－浦賀（KK64）

## 外部連結
- 浦賀站（各站資訊） - 京濱急行電鐵